# Lauter (Burkardroth)
Lauter ist ein Gemeindeteil des Marktes Burkardroth im unterfränkischen Landkreis Bad Kissingen in Bayern.

## Geografische Lage
Das Kirchdorf Lauter liegt südöstlich von Burkardroth am Fluss Lauter. Nordöstlich von Katzenbach verläuft die Bundesstraße 286 zwischen Bad Kissingen und Bad Brückenau. Die Staatsstraße 2290, die Durchfahrtsstraße, führt in nordöstlicher Richtung nach Burkardroth und kreuzt die B 286. In südwestlicher Richtung führt die St 2290 in das an Lauter angrenzende Katzenbach, ebenfalls ein Gemeindeteil von Burkardroth.

## Geschichte
Im Jahr 1003 ging die Gemarkung Lauter von den Schweinfurter Grafen an das Bistum Bamberg über. Am 13. August 1355 übergab Bischof Leupold von Bamberg Lauter und einige andere Dörfer dem Grafen Heinrich von Henneberg-Aschach. Im Mittelalter war Lauter im Besitz verschiedener Lehnsherrn; sonst ist über die Geschichte des Ortes in dieser Epoche wenig bekannt.
Gemeinsam mit Aschach kam Lauter 1391 in den Besitz des Hochstifts Würzburg. Von 1588 bis 1714 gehörte es zur Pfarrei Stralsbach.
Lauter war bis 1971 eine selbstständige Gemeinde. Mit acht weiteren Gemeinden bildete es am 1. Januar 1972 die neue Gemeinde Burkardroth. Im Oktober 1971 hatten hierzu Befragungen und Abstimmungen in den nach Burkardroth eingemeindeten Dörfern stattgefunden; von den 77 abgegebenen Stimmen in Lauter waren 39 für die Eingemeindung. Lauters letzter Bürgermeister war Erwin Arnold.
1972 wurde in Lauter ein Flurbereinigungsverfahren in Angriff genommen; die Umsetzung war im Jahr 1992 beendet. Seit dem 29. August 1992 erinnert ein Gedenkstein an die Maßnahme.
Im Jahr 1978 wurde die Kläranlage Katzenbach/Lauter in Betrieb genommen und im Folgejahr der Ausbau der örtlichen Kanalisation beendet. Im Jahr 1982 wurde die Ortsbeleuchtung erneuert.

## Sehenswürdigkeiten und Bauwerke

### Kirche Johannes Enthauptung
Nachdem es in Lauter zunächst lediglich einen Betsaal gegeben hatte, wurde dieser im Jahr 1844 durch die Kirche Johannes Enthauptung ersetzt. Diese Kirche wurde 1974 durch einen Neubau abgelöst, dessen Architekt der Würzburger Dombaumeister Hans Schädel war. Beim Neubau wurde ein Teil des Inventars der alten Kirche vernichtet; einige Skulpturen konnten gerettet werden.

### Die Lächelnde Madonna
Nach örtlicher Überlieferung wurden Bruchstücke der Skulptur der Lächelnden Madonna auf dem Verbindungsweg zwischen Stralsbach und Frauenroth sowie auf einem Acker aufgefunden. Die Skulptur war im 13. Jahrhundert möglicherweise im Auftrag von Beatrix von Courtenay, der Gründerin des Klosters Frauenroth, entstanden und der Plünderung des Klosters während des Dreißigjährigen Krieges zum Opfer gefallen.

## Vereine
- BSC Lauter e. V.
- Freiwillige Feuerwehr Lauter
- Kindergartenverein „St. Martin“
- Soldaten- und Kriegerkameradschaft 1887 Lauter e. V.
- Musikverein „Edelweiß“
- Vereinsring Lauter-Katzenbach

## Partnerschaft
- Andrezé (Frankreich), seit 1979